# Şanlıurfa (provincie)
Şanlıurfská provincie (turecky Şanlıurfa ili, kurdsky Parêzgeha Rihayê, syrsky ܘܪܗܝ) je turecká provincie v jihovýchodní Anatolii u hranice se Sýrií. Na východě sousedí s Mardinskou provincií, na západě s Gaziantepskou provincií, na severu s Adıyamanskou provincií a na severovýchodě s Diyarbakırskou provincií.
Jejím hlavním městem je Şanlıurfa, po které je pojmenována. Celá provincie má přes půldruhého milionu obyvatel a rozlohu 18 584 čtverečních kilometrů.

## Administrativní členění
Provincie Şanlıurfa se administrativně člení na 13 distriktů:
- Akçakale
- Birecik
- Bozova
- Ceylanpınar
- Eyyübiye
- Halfeti
- Haliliye
- Harran
- Hilvan
- Karaköprü
- Siverek
- Suruç
- Viranşehir